# Apus sladeniae
El vencejo de Fernando Póo (Apus sladeniae) es una especie de ave de la familia Apodidae.

## Distribución y hábitat
Solo se tienen conocimiento de diez registros sobre esta ave, por lo que se conoce muy poco sobre ella. Probablemente habite en zonas de montaña.  Puede encontrarse en Angola, Camerún, Guinea Ecuatorial  y Nigeria.